# غاري أوغيلفي
غاري أوغيلفي (بالإنجليزية: Gary Ogilvie)‏ (16 نوفمبر 1967 في المملكة المتحدة - ) هو لاعب كرة قدم بريطاني في مركز الظهير. لعب مع نادي دندي ونادي سندرلاند ونادي أردريونيانز.

## وصلات خارجية
- غاري أوغيلفي على موقع قاعدة بيانات كرة القدم.إي يو (الإنجليزية)